# Ronald Sanderson
Ronald Harcourt Sanderson (født 11. december 1876, død 17. april 1918) var en britisk roer, som deltog i OL 1908 i London.

## Rokarriere
Sanderson gik på Harrow College og efter følgende på Trinity College på Cambridge University. Han var med for universitetet, da otteren i 1899 efter ni år uden sejr omsider besejrede Oxford. Han vandt flere løb i de følgende år, også i andre bådtyper. Han stillede sammen med andre Oxford- og Cambridge-roere op for Leander Club til OL 1908.
Leander Club-bådens besætning bestod derudover af Frederick Kelly, Albert Gladstone, Henry Bucknall, Banner Johnstone, Charles Burnell, Guy Nickalls, Raymond Etherington-Smith og Gilchrist MacLagan (styrmand) samt fem reserver, der ikke kom i kamp. Syv både var tilmeldt, men italienerne stillede ikke op. To af bådene, den belgiske fra Royal Club Nautique de Gand og en ren Cambridge-båd fra Storbritannien, var seedet og gik direkte i semifinalen, mens Leander Club-båden og en canadisk båd, Toronto Argonauts, sikrede sig pladser i semifinalen med sejr i to indledende heats. I semifinalen vandt Leander over Toronto, mens Gand besejrede Cambridge, og de to vindere mødte derpå hinanden i finalen. Her lagde Leander sig i spidsen, men efter 2/3 af distancen bragte Gand sig på linje med Leander. Anstrengelserne med at indhente konkurrenten havde dog kostet så mange kræfter, at belgierne måtte slippe igen, så Leander Club kunne sikre sig guldet med to længders forspring.

## Øvrige liv
Sanderson gik ind i det ridende artilleri i 1900 og var med i boerkrigen i 1902, hvor han blev forfremmet til løjtnant.
I 1914 blev han sendt til Frankrig i første verdenskrig og forblev her til 1917, hvorpå han blev sendt hjem for at organisere en reserve på seks tusinde mand. Med en rang af oberstløjtnant kom han tilbage til Frankrig i 1918, hvor han omkom i kamp en måned senere. Han modtog flere dekorationer for sin indsats.